# Michael Arndt (Taekwondoin)
Michael Arndt (* 21. Oktober 1959 in Neuss) ist ein ehemaliger deutscher Taekwondoin. Er ist mehrfacher Deutscher Meister und wurde 1987 Weltmeister im Schwergewicht.

## Leben
Arndt begann 1977 mit Taekwondo. Drei Jahre später wurde er in der Klasse über 84 Kilogramm erstmals Europameister. Diesen Erfolg konnte er 1986 wiederholen. Den größten Erfolg seiner Karriere feierte er 1987 mit dem Titelgewinn im Schwergewicht bei der Weltmeisterschaft in Barcelona. Im Sommer 1988 gewann er bei den Olympischen Sommerspielen in Seoul, bei denen Taekwondo als Demonstrationssportart im Programm stand, die Bronzemedaille. 1989 errang er bei den World Games in Karlsruhe die Goldmedaille. Zudem wurde er zwischen 1980 und 1989 siebenfacher Deutscher Meister und siebenfacher Internationaler Deutscher Meister.
Während seiner aktiven Laufbahn war er außerdem als Trainer in den NWTU-Vereinen von Roland Stephan und Peter van der Akker tätig.

## Sportliche Erfolge
- Weltmeister: 1987
- Olympische Spiele: Bronzemedaille 1988 in Seoul (Demonstrationssportart)
- World Games: Goldmedaille 1989 in Karlsruhe
- World Cup: Sieger 1989 in Kairo
- Europameister: 1980, 1986
- Deutscher Meister: 1982, 1984, 1985, 1986, 1987, 1988, 1989
- Internationaler Deutscher Meister: 1980, 1982, 1984, 1985, 1986, 1988, 1989